# Takeo Takagi
Takeo Takagi (高木武雄; Takagi Takeo, 25. ledna 1892 – 8. července 1944) byl viceadmirálem Japonského císařského námořnictva během druhé světové války.
Přihlásil se do 39. běhu japonské císařské námořní akademie (海軍兵学校, Kaigun Heigakkó), který absolvoval jako 17. ze 148 kadetů.
Takagi velel japonským silám během japonské invaze na Filipíny, během bitvy v Jávském moři, bitvy v Korálovém moři a bitvy o Midway.
Takagi byl zabit v roce 1944 v bojích na ostrově Saipan.